# Időtervezés
Ez a cikk a projektmenedzsmentben alkalmazott időtervezésről szól.

## Időtervezés

### Időtervezés
Egy projekt időterve lényegét tekintve a projekt eredményt létrehozó tevékenységfolyamat elemeinek (tevékenységeinek) időbeli összefüggéseit grafikai úton is megjelenítő teljesítési programja. A projekt időtervének kiemelten hangsúlyozott funkciója, hogy a megvalósításban a kommunikáció hatékony eszközéül is szolgál. Ennek a követelménynek az időterv akkor tud megfelelni, ha:
- egy adott teljesítési folyamat tevékenységeinek időbeli összefüggéseit grafikailag úgy jeleníti meg, ahogyan a jellemző munkafolyamatok szerint ténylegesen létrejönnek,
- az alkalmazott grafikai ábrázolás szemléletmódja alkalmazkodik a tervben foglalt tevékenységek teljesülésének bekövetkezéséhez,
- az időterv részletezettségi szintje megfelel a tervet felhasználók információigényének.[1]

#### Az időtervezés legfontosabb céljai
- a projekt átfutási idejének meghatározása,
- a részfeladatok, tevékenységek kezdési- és befejezési időpontjában kiszámítása,
- az események bekövetkezési időpontjában megállapítása,
- az átfutási időt közvetlenül befolyásoló részfeladatok meghatározása (kritikus tevékenységek)
- a legkorábbi- és legkésőbbi időpontok meghatározása a nem-kritikus tevékenységeknél.

A projektmenedzsmentben alkalmazott időtervezési megoldások kialakult ábrázolástechnikái között a leggyakrabban előfordulók az oszlop, illetve sávdiagramok, valamint a halódiagramok. Például a Gantt-diagram.

### Tényleges időtartam
Egy adott feladat időtartama és a tényleges időtartam között tekintélyes eltérés lehet. Ha például egy újságcikk megírása két napig tart, de a szerzőnek egyéb kötelezettségei is vannak, akkor akár tíz napba is beletelik, mire a cikk elkészül. Ebben az esetben a feladat időtartama két nap, de a befejezés ténylegesen tíz napot igényel. Az eltérés leggyakrabban más, szorosabb határidejű munkák és elfoglalt emberek előjegyzéseinek összeegyeztethetetlensége okozhatja.

#### Hogyan becsüljük fel az időt?
Az alábbi tanácsok segítenek abban, hogy pontosabban állapítsuk meg a feladatok idejét:
- A nagyobb feladatokat bontsuk kisebb, jobban kezelhető részegységekre!
- Ne keverjük össze a feladat időtartamát a tényleges időtartammal! Először jelöljük ki a feladatokhoz szükséges időt, majd próbáljunk meg reális határidőket meghatározni!
- Viszonyításképpen hasonló feladatokat vegyünk figyelembe!
- Mások tapasztalatait is hasznosítsuk becslésünk ellenőrzésekor![3]

#### Az időtartam kiszámításának képlete
Tegyük fel, hogy egy különleges szakmai tudással rendelkező alkalmazottat kell felvennünk. Van már a kezünkben egy önéletrajz, melynek írója ígéretes jelölt, ráadásul azonnal munkába tud állni. Még a hétvége előtt sort kerítünk a meghallgatására. Ezen felül egy fejvadász céggel is egyeztetünk, és szükség esetén vasárnap az újságban is megjelenik a hirdetés. Ebben az esetben a megfelelő munkatárs megtalálásához a következő időtartamot előlegezzük meg:
Optimális időtartam: 1 hét
Valószínű időtartam: 12 hét
Maximális időtartam: 14 hét
	Ezekből a következőképpen számolhatjuk ki az észszerűen várható időtartamot:
optimális időtartam + 4x(valószínű időtartam) + maximális időtartam
6
Tehát: (1 + 48 + 14)/6 = 10,5 hét
	Ha a késedelemnek komoly következményei lehetnek, ajánlatos pesszimistábban megközelíteni a várható időtartamot:
optimális időtartam + 3x(valószínű időtartam) + 2x(maximális időtartam)
6
A fenti példában tehát várhatóan
(1 + 36 + 28)/6 = 10,8 hétre lesz szükség.

### Időtervek ábrázolása
Általánosan alkalmazható ábrázolástechnikai megoldású időterveknek azokat az időtervezési megoldásokat nevezzük, amelyek alkalmazhatóságát alapvetően nem befolyásolják a projektben foglalt tevékenységek specifikumai. Így eleget tesznek az egyetemesség, a pontosság, a rugalmasság és az áttekinthetőség követelményeinek.

#### Időterv ábrázolásmódjának kiválasztása
Az időterv megfelelő ábrázolásmódjának kiválasztásához a tervet felhasználó személyek elvárásait, mint a szervezeti környezet sajátosságait is meg kell említeni, ami az időterv részletezettségi szintje iránti igényben jut kifejezésre. Az időterv részletezettségi szintjében foglalt információs igényszint tekintetében a következő felhasználói csoportokat célszerű megkülönböztetni:
- a felső vezetői,
- a projektvezetői és
- a projekt teljesítését végzők információs igényszintje.

A felső vezetői információs igényszint általában kevésbé részletezett felbontási szinten kialakított időtervet igényel, ami így viszonylag kevés tevékenységszámot jelent, többnyire az első vagy második felbontási szintnek megfelelően.
A projektvezetői igényszint legalább olyan részletezettségű felbontási szinten kialakított időtervet követel, amely megfelel az erőforrás-allokáció és a tevékenység alapú költségbecslés – így a projektkontroll – kialakítása számára is.
A projekt teljesítését végzők számára ugyanakkor részletes, a teljesítési nap igényeit kielégítő részletezettségü időterv szükséges, kinek-kinek a felelősségi körébe tartozó tevékenységekre vonatkozóan.
	Az aktuális információs igényszintet kielégítő részletezettségi szint meghatározható a tevékenységi struktúra segítségével, majd a projektfolyamatra jellemző munkafolyamat-interdependencia és a felhasználói igényszint tekintetbevételével az alábbi szabályok alapján kiválasztható a megfelelő – mind a projekt sajátosságaihoz, mind a tervet felhasználók igényeihez illeszkedő – ábrázolásmód.
- Amennyiben az adott tevékenységfelbontási szinten kevés a tevékenységszám (40-50 alatti), miközben viszonylag sok az átfedés vagy várakozás a tevékenységek között, de kevés az egymást nem közvetlenül követő tevékenységek közötti logikai-függőségi kapcsolat, úgy az időterv leginkább megfelelő ábrázolásmódja a Gantt-diagram. (valakinek biztosan van ehhez szócikke, ide hivatkozás kell)
- Amennyiben az adott tevékenységfelbontási szinten nagyszámú tevékenység található, miközben viszonylag kevés a tevékenységek közötti átfedés vagy várakozás, de jelentős számú az egymást nem közvetlenül követő tevékenységek közötti logikai-függőségi kapcsolat, úgy megfelelő lehet a tevékenységeket nyíltként, illetve geometriai alakzatként értelmező hálódiagram is. (ide is lehet van hivatkozás)
- Amennyiben az adott tevékenységfelbontási szinten nagyszámú tevékenység található, miközben nagyobb mennyiségű tevékenységek közötti átfedés vagy várakozás fordul elő, és az egymást nem közvetlenül követő tevékenységek közötti logikai-függőségi kapcsolatok száma is jelentős, úgy a legmegfelelőbb időtervi ábrázolásmód a tevékenységeket geometriai alakzatként értelmező hálódiagram.

Az időtervben alkalmazott ábrázolásmódok azonban nem csak az ábrázolástechnikai szempont alapján, hanem a szemléletmód alapján is csoportosíthatóak. Ennek megfelelően megkülönböztetünk tevékenységi szemléletű és esemény szemléletű ábrázolásmódokat is.
Függetlenül az ábrázolástechnikai és a szemléletmódbeli különbségeken, az időtervezés maga lehet determinisztikus vagy sztochasztikus. Determinisztikusnak azt az időtervezési közelítésmódot tartjuk, amelynek során minden projektbeli tevékenységhez egy adott időtartamot rendelünk. Ezzel szemben sztochasztikusnak az a tervezési eljárás nevezhető, amely a tevékenységi időtartamokat három lehetséges időtartam alapján alakítja ki. Eredendően ugyan a sztochasztikus időtervezés a PERT (Program Evaluation and Review Technique) időtervezési eljáráshoz kötődött, valójában azonban bármelyik ábrázolásmód kapcsán alkalmazható. A sztochasztikus időtervezés során az egyes időtartamok tervezésében figyelembe vett mértékek a következő három becslési adatokból kiindulva határozzák meg:
- optimista időtartam, ami azt a tevékenységi időtartamot jelöli, amely alatt az adott tevékenység akkor teljesíthető, ha a befolyásoló bizonytalansági tényezők legkedvezőbb értékben következnek be,
- reális vagy legvalószínűbb időtartam, ami azt a tevékenységi időtartamot jelöli, amely alatt a tevékenység általános esetben teljesíthető,
- pesszimista időtartam, ami azt a tevékenységei időtartamot jelöli, amely alatt az adott tevékenység akkor teljesíthető, ha a befolyásoló bizonytalansági tényezők a legkedvezőtlenebb értéken következnek be.[5]

## Lásd még
Program Evaluation and Review Technique
Project